# Miroslav Zelinka
Miroslav Zelinka (Praga, 23 febbraio 1981) è un arbitro di calcio ceco.